# Andrea Bosic
Andrea Bosic, eigentlich Ignazio Božič, (* 15. August 1919 in Gomilsko, Maribor; † 9. Januar 2012 in Bologna, Emilia-Romagna) war ein slowenischer Schauspieler.

## Leben
Bosic kam während des Zweiten Weltkrieges nach Rom. Der Sohn slowenischer Eltern besuchte von 1942 bis 1945 die Accademia d'Arte Drammatica. Sein Bühnendebüt gab er neben Anna Magnani in Simon Gantillons Maja. Am Piccolo Teatro di Milano spielte er 1950 in einer Giorgio-Strehler-Inszenierung von Macbeth und später neben Paola Borboni. Ab 1951 war Bosic, dessen hochgewachsene und aristokratische Erscheinung ihn für Rollen als Offiziere, Regierungsvertreter oder Anwälte prädestinierte, bis 1972 regelmäßig, bis 1985 dann noch gelegentlich im italienischen Genrekino eine feste Größe. Seine annähernd 60 Filme umfassten u. a. Italowestern, Melodramen und Abenteuerfilme. Vor allem in den 1960er Jahren spielte er in erfolgreichen Fernsehfilmen wie La luna dei Caraibi (1962), Ultima Bohème (1963) oder L'ordine (1967) sowie in Folgen der Serien Maigret (1965) und Sherlock Holmes (1968).

## Filmografie (Auswahl)
- 1954: Die Fahrten des Odysseus (Ulisse)
- 1961: Romulus und Remus (Romolo e Remo)
- 1962: Maciste, der Rächer der Verdammten (Maciste all'inferno)
- 1963: Sandokan (Sandokan, il tigre di Mompracem)
- 1964: Im Tempel des weißen Elefanten (Sandok, il Maciste della giungla)
- 1966: Arizona Colt (Arizona Colt)
- 1966: Für eine Handvoll Blei (Uccidi o muori)
- 1966: Tampeko – Ein Dollar hat zwei Seiten (Per pochi dollari ancora)
- 1967: Argoman – Der phantastische Supermann (Come rubare la corona d'Inghilterra)
- 1967: Die schmutzigen Dreizehn (Quindici forche per un assassino)
- 1967: Sein Wechselgeld ist Blei (I giorni della violenza)
- 1967: Stinkende Dollar (Le due facce del dollaro)
- 1967: Stirb oder töte (Killer calibro 32)
- 1967: Der Tod ritt dienstags (I giorni dell'ira)
- 1967: Tödlicher Ritt nach Sacramento (Con lui cavalca la morte)
- 1968: Django – ich will ihn tot (Lo voglio morto)
- 1968: Gefahr: Diabolik! (Diabolik)
- 1968: Il pistolero segnato da Dio
- 1971: Man nennt mich Halleluja (Testa t'ammazzo, croce… sei morto! Mi chiamano Alleluja)
- 1972: Das Rätsel des silbernen Halbmonds (Sette orchidee macchiate di rosso)
- 1978: Die große Offensive (Il grande attacco)
- 1982: Amulett des Bösen (Manhattan Baby)